# David Lukáš
David Lukáš (* 18. dubna 1958, Liberec) je český vědec, vysokoškolský pedagog, emeritní rektor Technické univerzity v Liberci a přední odborník v oblasti fyzikálních principů tvorby polymerních nanovláken.
Je autorem mnoha tuzemských i světových patentů a autorem mnoha významných odborných publikací. Ve výuce se věnuje předmětům jako Fyzikální principy tvorby nanovláken, Fyzika polymerů, Biofyzika či Stereologie.
V současné době je David Lukáš vedoucím oddělení Bioinženýrství na katedře chemie, Fakulty přírodovědně-humanitní a pedagogické Technické univerzity v Liberci, kde je též garantem navazujícího magisterského studijního programu Bioinženýrství na FP TUL. David Lukáš je také Fulbright Honorary Ambassador.

## Život
David Lukáš se narodil 18. dubna 1958 v Liberci. Jeho rodiče Václav Lukáš a Květa Lukášová (rozená Márová) pracovali jako učitelé ve Stráži nad Nisou, kde David Lukáš strávil své dětství. Po vychození základní školy nastoupil na liberecké gymnázium F. X. Šaldy, kde se v průběhu studia rozhodl pro přírodovědné zaměření.

## Vzdělání a akademická kariéra
David Lukáš vystudoval fyziku na Matematicko-fyzikální fakultě Univerzity Karlovy v roce 1980. V roce 1982 zde získal i titul RNDr. v oblasti biofyziky a chemické fyziky. Titul kandidát věd (CSc.) mu byl udělen v oboru Textilní technologie na Textilní fakultě Vysoké školy strojní a textilní (nynější Technická univerzita v Liberci) v roce 1990, kde v roce 1993 získal i titul docent v oboru Textilní technika. Ve stejném oboru byl Davidovi Lukášovi v roce 1996 (jmenován v roce 1997) udělen titul profesor. Profesuru získal také ve druhém vědním oboru, kterému se od roku 2005 opět intenzivně věnuje, a to v oboru Biofyzika. Druhé profesorské řízení probíhalo na Univerzitě Palackého v Olomouci a jmenování i druhý titul profesor mu byl udělen v roce 2023.

### Akademická kariéra
Od roku 1990 do roku 1993 byl předsedou akademického senátu VŠST (nynější TUL) a v letech 1996 až 1997 prorektorem pro rozvoj TUL. Od roku 1997 do roku 2002 působil na TUL jako rektor. V letech 2009 až 2019 vedl Katedru netkaných textilií na Textilní fakultě TUL. Od roku 2019 působí na katedře chemie Fakulty přírodovědně-humanitní a pedagogické TUL jako vedoucí oddělení Bioinženýrství.

### Zahraniční stáže
David Lukáš absolvoval mnoho zahraničních stáží, například:
- 1988: Institut Textilnoj i Ljogkoj Promyshlenosti Imeni Kyrova, Rusko
- 1994: Dánská technická univerzita, Dánsko
- 2005: Kalifornská univerzita, Davis, USA
- 2009-2010: Clemson University, Jižní Karolína, USA (v rámci programu Fulbright Scholar)
- 2015: Clemson University, Jižní Karolína, USA
- 2018: University of Alabama at Birmingham, Alabama, USA
- 2022: Thammasat University, Thajsko (Marie Skłodowska-Curie Actions Research and Innovation Staff Exchange)

## Vědecká činnost
David Lukáš je aktivním vědeckým pracovníkem, především se věnuje elektrickému zvlákňování, tkáňovému inženýrství, stereologii vlákenných materiálů a buněčných nosičů pro tkáňové inženýrství. Je autorem mnoha významných publikací a držitelem několika patentů. Pod jeho vedením bylo obhájeno 16 doktorských prací v různých doktorských studijních programech na TUL.
Na Web of Science (WoS) je Davidovi Lukášovi připisováno více než 100 záznamů, z toho více než šest desítek článku typu Article a přes tři desítky článků typu Proceeding Paper. Podle WoS (po odečtení autocitací) dosahoval jeho počet citací více než 1300 s Hirschovým indexem roven 24 (červenec 2024). David Lukáš je také autorem 2 monografií a 4 kapitol v monografiích.

### Řešené grantové projekty
David Lukáš byl hlavním řešitelem 1 projektu pro Ministerstvo průmyslu a obchodu ČR, 1 projektu pro Ministerstvo životního prostředí ČR a 1 projektu pro Ministerstvo školství, mládeže a tělovýchovy ČR. Také byl spoluřešitel u 2 projektů pro Grantovou agenturu ČR, 1 projektu Technologické agentury ČR, 1 projektu pro Ministerstvo vnitra ČR, 1 projektu pro Ministerstvo školství, mládeže a tělovýchovy ČR a 1 projektu pro Grantovou agenturu AV ČR.
David Lukáš byl také spoluřešitelem a členem řešitelského týmu v rámci zahraničních grantů, například:
- COST ACTION MP1206 – Electrospun nano-fibres for bio-inspired composite materials and innovative industrial applications (zapojení do 2 pracovních skupin);
- Projekt IGER – Interdisciplinary Program in Nanofibers for Resource Efficiency in the 21th Century financovaný americkým National Science Foundation (2013-dosud), v rámci tohoto NSF projektu každoročně přijíždějí studenti z University of Alabama na pracoviště Davida Lukáše na dvouměsíční stáže;
- 6th Framework Program EU (2004–2006), Využití ultrazvuku pro textilní technologie (spoluřešitel za TUL; 6NMP2-CT-2003-505892).

### Aplikovaný výzkum
David Lukáš byl v letech 2011-2021 vedoucím výzkumného týmu Technické univerzity v Liberci, který spolupracoval s komerčními subjekty v rámci klastru NANOPROGRESS, a to v rámci projektů 5 projektů pro Ministerstvo průmyslu a obchodu ČR, které byly součástí Operačního programu Evropské komise Podnikání a inovace a OP PIC.
David Lukáš je doposud původcem více než dvou desítek patentů, 4 evropských patentů a 13 užitných vzorů registrovaných Úřadem průmyslového vlastnictví ČR, z nichž má řada komerční využití. Dále je jedním ze spolupůvodců patentu US9383292 Flexible fiber-based micro and nanofluidics for probing liquids. Dále je odpovědnou osobou za úspěšnou pětiletou klinickou studii biodegradabilní nanovlákenné textilie NANOTARDIS, která má využití v krytu akutních a chronických ran a která byla povolena Státním ústavem pro kontrolu léčiv ČR.

### Ocenění a členství
David Lukáš získal mnoho ocenění, například Plaketu za rozvoj českého vysokého školství (1998), Fulbright Scholar Program Award (2009, 2010) a Zlatou medaili z Mezinárodního strojírenského veletrhu v Brně 2017 (a to za linku pro výrobu lineárního kompozitního materiálu s obsahem nanovláken, kterou vyvíjel spolu s týmem profesora Berana z Fakulty strojní TUL). Dále také Pocty hejtmana Libereckého kraje za celoživotní přínos (2018) a Záslužné medaile IZS Libereckého kraje II. stupně (2020).
V roce 2023 získal od libereckého primátora Jaroslava Zámečníka medaili města za přínos v oblasti vzdělávání, vědy a výzkumu. V témže roce také získal státní vyznamenání od prezidenta ČR Petra Pavla, a to Medaili za zásluhy I. stupně za zásluhy o stát v oblasti vědy.
David Lukáš je aktivním členem Fiber Society, Jednoty českých matematiků a fyziků, České společnosti pro mechaniku a The Comenius Academic Club.

## Pedagogická činnost
David Lukáš se vedle svých vědeckých aktivit aktivně věnoval/věnuje pedagogické činnosti.K červenci roku 2024 sepsal 4 učební texty pro studenty a vedl celou řadu závěrečných studentským prací, a sice:
- 11 bakalářských prací (8 obhájených),
- 19 diplomových prací (16 obhájených) a
- 20 dizertačních prací (15 již obhájených).

Vedle těchto aktivit byl/je garantem a vyučujícím následujících studijních programů a garantem a vyučujících následujících předmětů.

### Garance studijních programů v současnosti:
- Bakalářský studijní program Bioinženýrství (2020-2021, FP TUL);
- Navazující magisterský studijní program Bioinženýrství (2020-doposud, FP TUL);
- Navazující magisterský studijní program Bioengineering (2022-doposud, FP TUL).

### Garance studijních programů v minulosti:
- Doktorský studijní program, 3106V015/80, Textilní technika a materiálové inženýrství (ukončen v roce 1991, FT TUL);
- Bakalářský studijní program, 3106R004/90, Netkané textilie (ukončen v roce 1993, FT TUL);
- Doktorský studijní program, 3106V015/90, Textile Technics and Materials (ukončen v roce 2011, FT TUL).

### Stávající garantované i vyučované předměty:
- Biofyzika pro magisterské studijní programy (2021-doposud, FP TUL);
- Seminář z bioinženýrství pro bakalářské studijní programy (2022-doposud, FP TUL);
- Stereologie pro bioinženýrství pro magisterský studijní programy (2021-doposud, FP TUL);
- Fyzikální principy tvorby nanovláken pro magisterské studijní programy (2016-doposud, FP TUL);
- Fyzika polymerů pro magisterské studijní programy (2008-2020, FP TUL);
- Fyzika polymerů a biopolymerů pro magisterské studijní programy (2020-doposud, FP TUL);
- Nanovlákna a nanotechnologie pro doktorský studijní program Textilní inženýrství (2018-2020, FT TUL);
- Tkáňové inženýrství pro doktorský studijní program Textilní inženýrství (2018-doposud, FT TUL).

### V minulosti garantované předměty:
- Teorie netkaných textilií pro magisterské studijní programy (1986-2004, FT TUL);
- Stereologie textilních materiálů pro magisterské studijní programy (1994-2002, FT TUL);
- Zdravotnické textilie pro magisterské studijní programy (2007-2009, FT TUL);
- Technologie výroby netkaných textilií pro magisterské studijní programy (1985-1998, FT TUL).